# Mercedes Cup
A Mercedes Cup minden év júniusában megrendezett tenisztorna férfiak számára Stuttgartban.
Az ATP 250 Series tornák közé tartozik, az összdíjazása 701 975 €. A versenyen 28 versenyző vehet részt.
A mérkőzéseket szabadtéri füves borítású pályákon játsszák, 2015 óta. 1978 és 2014 között salakos borításon bonyolították le a tornát.

## Győztesek

### Egyéni
| Év   | Győztes               | Ellenfél a döntőben    | Eredmény a döntőben           |
| ---- | --------------------- | ---------------------- | ----------------------------- |
| 1978 | Ulrich Pinner         | Kim Warwick            | 6-4, 6-2, 7-6                 |
| 1979 | Tomáš Šmíd            | Ulrich Pinner          | 6-4, 6-0, 6-2                 |
| 1980 | Vitas Gerulaitis      | Wojtek Fibak           | 6-2, 7-5, 6-2                 |
| 1981 | Björn Borg            | Ivan Lendl             | 1-6, 7-6, 6-2, 6-4            |
| 1982 | Ramesh Krishnan       | Sandy Mayer            | 5-7, 6-3, 6-3, 7-6            |
| 1983 | José Higueras         | Heinz Günthardt        | 6-1, 6-1, 7-6                 |
| 1984 | Henri Leconte         | Gene Mayer             | 7-6, 6-0, 1-6, 6-1            |
| 1985 | Ivan Lendl            | Brad Gilbert           | 6-4, 6-0                      |
| 1986 | Martín Jaite          | Jonas Svensson         | 7-5, 6-2                      |
| 1987 | Miloslav Mečíř        | Jan Gunnarsson         | 6-0, 6-2                      |
| 1988 | Andre Agassi          | Andrés Gómez           | 6-4, 6-2                      |
| 1989 | Martín Jaite          | Goran Prpić            | 6-3, 6-2                      |
| 1990 | Goran Ivanišević      | Guillermo Pérez-Roldán | 6-7, 6-1, 6-4, 7-6            |
| 1991 | Michael Stich         | Alberto Mancini        | 1-6, 7-6(9), 6-4, 6-2         |
| 1992 | Andrij Medvegyev      | Wayne Ferreira         | 6-1, 6-4, 6-7(5), 2-6, 6-1    |
| 1993 | Magnus Gustafsson     | Michael Stich          | 6-3, 6-4, 3-6, 4-6, 6-4       |
| 1994 | Alberto Berasategui   | Andrea Gaudenzi        | 7-5, 6-3, 7-6(5)              |
| 1995 | Thomas Muster         | Jan Apell              | 6-2, 6-2                      |
| 1996 | Thomas Muster         | Jevgenyij Kafelnyikov  | 6-2, 6-2, 6-4                 |
| 1997 | Àlex Corretja         | Karol Kučera           | 6-2, 7-5                      |
| 1998 | Gustavo Kuerten       | Karol Kučera           | 4-6, 6-2, 6-4                 |
| 1999 | Magnus Norman         | Tommy Haas             | 6-7(6), 4-6, 7-6(7), 6-0, 6-3 |
| 2000 | Franco Squillari      | Gastón Gaudio          | 6-2, 3-6, 4-6, 6-4, 6-2       |
| 2001 | Gustavo Kuerten       | Guillermo Cañas        | 6-3, 6-2, 6-4                 |
| 2002 | Mihail Juzsnij        | Guillermo Cañas        | 6-3, 3-6, 3-6, 6-4, 6-4       |
| 2003 | Guillermo Coria       | Tommy Robredo          | 6-2, 6-2, 6-1                 |
| 2004 | Guillermo Cañas       | Gastón Gaudio          | 5-7, 6-2, 6-0, 1-6, 6-3       |
| 2005 | Rafael Nadal          | Gastón Gaudio          | 6-3, 6-3, 6-4                 |
| 2006 | David Ferrer          | José Acasuso           | 6-4, 3-6, 6-7(3), 7-5 6-4     |
| 2007 | Rafael Nadal          | Stanislas Wawrinka     | 6-4, 7-5                      |
| 2008 | Juan Martín del Potro | Richard Gasquet        | 6-4, 7-5                      |
| 2009 | Jérémy Chardy         | Victor Hănescu         | 1-6, 6-3, 6-4                 |
| 2010 | Albert Montañés       | Gaël Monfils           | 6-2, 1-2-nél feladta          |
| 2011 | Juan Carlos Ferrero   | Pablo Andujar          | 6-4, 6-0                      |
| 2012 | Janko Tipsarević      | Juan Mónaco            | 6-4, 5-7, 6-3                 |
| 2013 | Fabio Fognini         | Philipp Kohlschreiber  | 5-7, 6-4, 6-4                 |
| 2014 | Roberto Bautista Agut | Lukáš Rosol            | 6-3, 4-6, 6-2                 |
| 2015 | Rafael Nadal          | Viktor Troicki         | 7-6(3), 6-3                   |
| 2016 | Dominic Thiem         | Philipp Kohlschreiber  | 6-7(2), 6-4, 6-4              |
| 2017 | Lucas Pouille         | Feliciano López        | 4-6, 7-6(5), 6-4              |

## Külső hivatkozások
- Hivatalos oldal